# Nuotsaari (ö i Kymmenedalen, Kotka-Fredrikshamn)
Nuotsaari är en ö i Finland. Den ligger i Finska viken och i kommunen Fredrikshamn i den ekonomiska regionen  Kotka-Fredrikshamn i landskapet Kymmenedalen, i den södra delen av landet. Ön ligger omkring 24 kilometer öster om Kotka och omkring 140 kilometer öster om Helsingfors.
Öns area är 4 hektar och dess största längd är 400 meter i nord-sydlig riktning. Ön höjer sig omkring 10 meter över havsytan. I omgivningarna runt Nuotsaari växer i huvudsak barrskog.